# Bownova terapija
Bownova terapija (tudi Bownova tehnika, terapija Bowen, tehnika Bowen) je terapevtska tehnika fizične manipulacije, ki spada med alternativno medicino. Prvi jo je začel uporabljati Avstralec Thomas Ambrose Bowen (Tom Bowen) (1916–1982), po katerem je dobila ime.
Ni jasnih dokazov, da je tehnika koristen medicinski poseg in jo uvrščamo med psevdoznanstvene pristope.

## Zgodovina
Bowen ni imel formalnega medicinskega usposabljanja, in je opisal svoj pristop kot »Božji dar«. Sam sebe je označil za osteopata, leta 1981 pa se je poskušal pridružiti avstralskemu registru osteopatov, vendar za naziv ni imel kvalifikacij. Do smrti je brez licence deloval kot zdravilec manualne terapije.
Bowen svoje tehnike nikoli ni dokumentiral, zato so po njegovi smrti izvajalci sledili različnim interpretacijam njegovega dela. Izraz Bownova tehnika se je pojavil šele več let po njegovi smrti. Ista tehnika se pojavlja tudi pod drugimi imeni, vključno z: bister Bowen (ang. Smart Bowen), fascialna kinetika (ang. Fascial Kinetics), integrirana Bownova terapija (ang. Integrated Bowen Therapy), nevrostrukturna integracijska tehnika (ang. Neurostructural Integration Technique, NST), fascialna tehnnika Bowen in Bowenwork (ang. Fascial Bowen and Bowenwork). Popularizirali so jo nekateri od njegovih učencev, med drugim osteopat Oswald Rentsch, čigar interpretacija je postala dominantna, a ne neizpodbijana. Učenje tehnike včasih traja do 120 ur, obstajajo pa tudi tečaji za konec tedna.

## Metoda
Prejemniki so oblečeni. Poseg običajno vključuje nežne krožne gibe po skeletnih mišicah, kitah in vezivnem tkivu. Posebnosti terapije so minimalni fizični posegi in premori, ki so del terapije. Zagovorniki trdijo, da ti premori omogočajo telesu, da se »ponastavi«. Ker ni jasnih dokazov, da je postopek koristen medicinski poseg, sodi med psevdoznanstvene pristope.

## Učinkovitost
Leta 2015 je ministrstvo za zdravje avstralske vlade objavilo rezultate znanstvenega pregleda alternativnih terapij, v želji ugotoviti, ali je katera od teh terapij primerna za kritje v sistemu zdravstvenega zavarovanja. Bownova tehnika je bila ena od 17 ocenjenih terapij, za katere ni bilo mogoče najti jasnih dokazov o njihovi učinkovitosti. Quackwatch, spletni portal, ki se »bori proti goljufijam, mitom, zmotam in neprimernemu vedenjem v zdravstvu«, na svojem seznamu »vprašljivih zdravljenj« vključuje tudi »Nevro-strukturno integracijsko tehniko« (Bownovo terapijo).